# Gold River
Gold River är en ort (CDP) i Sacramento County, i delstaten Kalifornien, USA. Enligt United States Census Bureau har orten en folkmängd på 7 912 invånare (2010) och en landarea på 6,8 km².